# Bob Saget
Robert Lane Saget, detto Bob (Filadelfia, 17 maggio 1956 – Orlando, 9 gennaio 2022), è stato un attore, conduttore televisivo, comico e regista statunitense.

## Biografia
Nonostante la sua carriera alternata tra spazi televisivi e cinema, rimane conosciuto soprattutto per i suoi programmi orientati alle famiglie, come Gli amici di papà, America's Funniest Home Videos, How I Met Your Mother, e per i suoi spettacoli comici fuori dai riflettori di umorismo blu.
Fu trovato morto nel pomeriggio del 9 gennaio 2022 nella sua stanza al Ritz-Carlton Hotel di Orlando, in Florida, dove si trovava per una serie di spettacoli. La causa del decesso fu un trauma cranico causato da un colpo accidentale alla parte posteriore della testa, probabilmente a causa di una caduta, e successivamente è morto per le ferite risultanti da ematoma subdurale ed emorragia subaracnoidea.

## Filmografia parziale

### Cinema
- Che fatica essere lupi (Full Moon High), regia di Larry Cohen (1981)
- Prognosi riservata (Critical Condition), regia di Michael Apted (1987)
- Una pazza giornata a New York (New York Minute), regia di Dennie Gordon (2004) - cameo
- Scemo & più scemo - Iniziò così... (Dumb and Dumberer: When Harry Met Lloyd), regia di Troy Miller (2003)

### Televisione
- Gli amici di papà (Full House) - serie TV, 195 episodi (1987-1995)
- How I Met Your Mother - serie TV, 206 episodi (2005-2014) - voce narrante
- Law & Order - Unità vittime speciali (Law & Order: Special Victims Unit) - serie TV, episodio 8x09 (2006)
- Le amiche di mamma (Fuller House) - serie TV, 15 episodi (2016-2020)

## Doppiatori italiani
Nelle versioni in italiano dei suoi film, Bob Saget è stato doppiato da:
- Pierluigi Astore in Gli amici di papà (st.3-8), Le amiche di mamma
- Giorgio Bonino in Gli amici di papà (st.1-2)
- Massimo De Ambrosis in Scemo & più scemo - Iniziò così...

Da doppiatore è sostituito da:
- Marco Pagani in How I Met Your Mother
- Roberto Stocchi in Madagascar